# Mälaren runt
Mälaren runt är ett cykelmotionslopp i Sverige som går runt Mälaren. Loppet gick ursprungligen andra söndagen i augusti. Numera körs loppet andra lördagen i augusti. Mälaren runt hade premiär 1892. Loppet ingick i de olympiska spelen i Stockholm 1912 och i svenska spelen 1916.
Gemensam start 1892, 1893, 1916, 1917 samt 1932-1986. Andra år avgjordes loppet som tempotävling. Tävlingen gällde som SM åren 1909-1945 samt 1950.
Dagens lopp startar och slutar numera i Barkarby och körs medsols runt Mälaren. Den totala längden är cirka 340 km. Antalet deltagare är blygsamt, maximalt tillåtet antal år 2009 var 150 deltagare.

## Slutsegrare[2]
- 1892: Gustaf Fjæstad, Stockholms VF
- 1893: Gideon Ericsson, Stockholms BK
- 1901: Hjalmar Blomgren, Stockholms CK
- 1902: Henrik Morén, IF Sleipner
- 1903: Henrik Morén, IF Sleipner
- 1904: Henrik Morén, IF Sleipner
- 1905: Henrik Morén, Djurgårdens IF, Stockholm
- 1906: Henrik Morén, Hammarby IF, Stockholm
- 1907: Henrik Morén, Hammarby IF, Stockholm
- 1908: Henrik Morén, SK Iter, Stockholm
- 1909: Henrik Morén, SK Iter, Stockholm
- 1910: Henrik Morén, SK Iter, Stockholm
- 1911: Hjalmar Levin, VIF Diana, Eskilstuna
- 1912: (Olympiska Spelen) Rudolph Lewis, Sydafrika
- 1913: Axel W. Persson, Upsala CK
- 1914: Axel W. Persson, Upsala CK
- 1915: Ragnar Eek, Upsala CK
- 1916: (Svenska Spelen) Thomas Stryken, Norge
- 1917: (NM) Christian Frisch, Danmark
- 1918: Ragnar Malm, IF Thor, Uppsala
- 1919: Ragnar Malm, IF Thor, Uppsala
- 1920: Tävlingen arrangerades inte p.g.a OS i Antwerpen
- 1921: Ragnar Malm, IF Thor, Uppsala
- 1922: Ragnar Malm, IF Thor, Uppsala
- 1923: Ragnar Malm, IF Thor, Uppsala
- 1924: Gunnar Sköld, Upsala CK
- 1925: Gunnar Sköld, Upsala CK
- 1926: Nils Velin, IF Thor, Uppsala
- 1927: Erik Bohlin, Upsala CK
- 1928: Georg Johnsson, IFK Enskede, Stockholm
- 1929: Georg Johnsson, IFK Enskede, Stockholm
- 1930: Nils Velin, SK Fyrishof, Uppsala
- 1931: Georg Johnsson, IFK Enskede, Stockholm
- 1932: Sven Thor, SK Fyrishof, Uppsala
- 1933: Bernhard Britz, IFK Enskede, Stockholm
- 1934: Erik Larsson, IFK Enskede, Stockholm
- 1935: Ingvar Ericsson, Hammarby IF, Stockholm
- 1936: Erik Jansson, CK Meteor, Stockholm
- 1937: Ingvar Ericsson, Hammarby IF, Stockholm
- 1938: Sven "Svängis" Johansson, Hammarby IF, Stockholm
- 1939: Ingvar Ericsson, Hammarby IF, Stockholm
- 1940: Sven "Svängis" Johansson, Hammarby IF, Stockholm
- (Etapp i 6-dagars). Frode Sørensen, Danmark
- 1941: Sture Andersson, Landskrona CK
- 1942: Sture Andersson, Landskrona CK
- 1943: Sven Johansson, Hammarby IF, Stockholm
- 1944: Harry Snell, IK Ymer, Borås
- 1945: Harry Snell, IK Ymer, Borås
- 1946: Sven Johansson, Hammarby IF, Stockholm
- 1947: (2-dagars) Nils Johansson, IK Ymer, Borås
- 1948: Harry Snell, IK Ymer, Borås
- 1949: Yngve Lundh, Bollnäs CK
- 1950: Stig Mårtensson, Fredrikshofs IF, Stockholm
- 1951: Tävlingen arrangerades inte
- 1952: Stig Andersson, CK Wano, Varberg
- 1953: Allan Carlsson, Norrköpings CK
- 1954: Olle Wretman, IFK Enskede, Stockholm
- 1955: Robert Buker, CK Stefaniterna, Stockholm
- 1956: - Arrangerades inte
- 1957: Oswald Johansson, CK Stefaniterna, Stockholm
- 1958: Gunnar Göransson, CK Antilopen, Norrköping
- 1959: Oswald Johansson, CK Stefaniterna, Stockholm
- 1960: Herbert Dahlbom, Djurgårdens IF, Stockholm
- 1961: Sven Uno Stensson, CK Wano, Varberg
- 1962–1983:       Tävlingen arrangerades inte
- 1984: Agne Wilson, Tranemo IF
- 1985: Torbjörn Wallén, Falu CK
- 1986: Thomas Eriksson, Västerås CK
- 1987: Roul Fahlin, PKbankens CK, Stockholm